# فوكه وولف فو 44
فوك وولف فو 44 (بالإنجليزية: Focke-Wulf Fw 44)‏ هي طائرة تدريب أنتجت في ألمانيا. من صناعة فوك وولف. كان أول طيران لها في 1932.

## مستخدمون
- ألمانيا النازية

- الأرجنتين
- بوليفيا
- البرازيل
- بلغاريا
- تشيلي
- كولومبيا
- تشيكوسلوفاكيا
- فنلندا
- المجر
- بولندا
- رومانيا
- سلوفاكيا
- إسبانيا
- السويد
- سويسرا
- يوغوسلافيا